# Красная планета Марс
«Красная планета Марс» (англ. Red Planet Mars) — научно-фантастический фильм режиссёра Гарри Хорнера, вышедший на экраны в 1952 году.

## Сюжет
В одной из крупных американских обсерваторий учёные получают съёмки Марса, на которых отчётливо различимы геометрически правильные каналы, пересекающие поверхность планеты в различных направлениях, а также ледяные шапки на полюсах. Судя по изображениям, полученным несколько дней спустя, льды на поверхности полностью растаяли, наполнив водой огромные каналы. По мнению учёных, осуществление таких климатических сдвигов подвластно только разумным существам, обладающим высоким уровнем технологического развития. Один из учёных, Крис Кронин (Питер Грейвс) вместе с женой Линдой (Андреа Кинг), построил рядом с домом собственную лабораторию, где пытается установить с Марсом радиоконтакт, используя особый передатчик, работающий с помощью «водородной трубки». Вскоре он замечает, что сигнал, направляемый им на Марс, возвращается не в расчётное время, а с некоторой задержкой, что свидетельствует о том, что кто-то на том конце обрабатывает некоторое время сигнал перед его отправкой назад. Однако он не в состоянии расшифровать возвращающийся к нему сигнал. Исследования Криса начинают вызывать беспокойство у Линды, которая утверждает, что в наше время все научные открытия приводят к войнам со всё большими разрушениями и гибелью людей, а установление контакта с высшей инопланетной расой грозит землянам непредсказуемыми последствиями. Крис возражает ей, что научный прогресс нельзя остановить, и кроме того, научные открытия последнего столетия принесли человечеству значительное повешение уровня жизни людей.
Тем временем, в небольшой лаборатории в тайном месте в Андах немецкий учёный Франц Кальдер (Герберт Бергхоф) разрабатывает аналогичный водородный передатчик. Его посещает высокопоставленный советский чиновник Арженян (Марвин Миллер), из разговора с которым становится ясно, что Кальдер начал разрабатывать передатчик, работая ещё на нацистов во время Второй мировой войны. После войны он попал в плен к американцам, которые воспользовались его разработками для создания собственного передатчика. Однако советская разведка выкрала Кальдера из американской тюрьмы, дала ему прекрасно оснащенную лабораторию и заставила работать на себя. Кальдер информирует советского чиновника, что он пока не смог установить контакт с Марсом, однако разработал устройство, способное перехватывать сообщения, которыми американцы обмениваются с Марсом, и способное контролировать эти сообщения. Ардженян остаётся доволен такими результатами, распивая с Кальдером несколько бутылок шампанского.
Лабораторию Криса посещает адмирал Билл Кэйри (Уолтер Сэнд), предлагая помощь официальных властей. Когда они обсуждают, каким образом добиться обмена сообщениями, которые поддаются расшифровке, сын Криса Стюарт предлагает послать на Марс несколько первых знаков числа Пи в ожидании, что марсиане продолжат его. В тот же день они получают ответный сигнал, в котором содержится продолжение числа Пи на несколько знаков. Вскоре новость об установлении контакта с Марсом распространяется по всему миру, порождая настоящую марсоманию. Средства массовой информации наполнены новостями о Марсе, а бизнес заваливает рынок тематической продукцией. Крис становится звездой, его дом становится туристической достопримечательностью, а правительство даёт ему команду помощников, которая будет работать над расшифровкой посланий. Из полученных посланий становится известно, что марсиане живут в полной гармонии с природой, поставив на вооружение солнечную энергию для управления климатом и окружающей средой. В сообщениях говорится, что марсиане живут до 300 лет и производят с одного акра земли столько пищи, что ей может можно прокормить тысячу марсиан в течение года. Эти новости, а также опасение, что марсиане вскоре поделятся с нами своими секретами, вызывает панику в пищевой промышленности и приводит к резкому падению акций сельскохозяйственных предприятий. А сообщение о том, что марсиане используют только солнечную энергию, приводит к развалу угольной и нефтяной промышленности, после чего в течение нескольких дней западная экономика рушится, давая толчок всемирному финансовому кризису. Министр обороны США Спаркс (Моррис Анкрум) принимает решение перевести работу Криса в Вашингтон и полностью засекретить её.
Советское правительство намеревается использовать кризисную ситуацию на Западе для нападения на США и их союзников. Однако президент США (Уиллис Бучи) отказывается начинать превентивную войну с СССР, и собирается отдать приказ уничтожить передатчик. В этот момент с Марса приходит новое сообщение, в котором утверждается, что их «Верховный лидер» объявил, что землянам было завещано две тысячи сто лет назад любить добро и ненавидеть зло, но им это не удалось. Линда, понимая, что речь идёт о Нагорной проповеди, настаивает вопреки мнению Криса о передаче этого послания в эфир. Президент соглашается, и в течение нескольких следующих дней это и все последующие религиозные послания мира от марсиан слышат люди во всём мире. В среде русских крестьян, до которых это сообщение доходит по каналам запрещённого радио «Голос Америки», начинается религиозное возрождение. Они срывают портреты Сталина, достают глубоко спрятанные религиозные реликвии и объединяются вокруг Православной церкви. В конце концов, несмотря на репрессии, народу удаётся скинуть коммунистическое правительство и поставить во главе правительства Патриарха Православной церкви. Тем временем, в Андах, где Кальдер постепенно спивается, обрушивается снежная лавина, полностью уничтожая его лабораторию.
Однако сам Кальдер неожиданно появляется в лаборатории Криса, требуя признать, что это он изобрел водородную трубку, с помощью которой функционирует передатчик. Угрожая оружием, он утверждает, что его целью было унизить Америку, которая бросила его в тюрьму и похитила его изобретение. Для этого он сфабриковал и отправил послания, которые Крис якобы получил с Марса, демонстрируя в подтверждение свой журнал. Действительно, сообщения перестали поступать после того, как погибла его лаборатория. Однако Линда замечает, что сообщения с Марса продолжали поступать и после того, как лабораторию Кальдера уничтожила лавина. Линда видит, что Крис незаметно отвернул шланг водородной трубки, пуская в помещение лаборатории водород, способный взорваться в любую минуту. Готовая пожертвовать собой ради мира, она просит Криса дать ей прикурить, чтобы спровоцировать взрыв, который уничтожит лабораторию и лишит Кальдера возможности взять её деятельность под свой контроль. Когда Крис достаёт из кармана зажигалку, приходит новое сообщение от марсиан, и разъярённый Кальдер в отчаянии стреляет в экран передатчика, что приводит к взрыву всей лаборатории. Несколько дней спустя Президент выступает с речью по телевидению, которая начинается словами из последнего прерванного взрывом марсианского послания: «Вы сделали хорошо, мои добрые…». Далее он говорит об установившемся мире во всём мире и возносит похвалу Крису и Линде, жертва которых принесла становление мировой гармонии на основе религиозных идеалов.
В финале фильма на экране появляется слово «Начало».

## В ролях
- Питер Грейвс — Крис Кронин
- Андреа Кинг — Линда Кронин
- Герберт Бергхоф — Франц Кальдер
- Уолтер Сэнд — адмирал Билл Кэйри
- Марвин Миллер — Ардженян
- Моррис Анкрум — министр обороны Спаркс
- Уиллис Бучи — президент
- Винс Барнетт — мужчина, слушающий радио (в титрах не указан)

## Создатели фильма и исполнители главных ролей
Автор исходной пьесы 1932 года, положенной в основу сценария фильма, Джон Л. Болдерстон был автором сценариев таких знаменитых фильмов ужасов, как «Франкенштейн» (1931), «Дракула» (1932), «Мумия» (1932), «Безумная любовь» (1935), «Невеста Франкенштейна» (1935) и «Газовый свет» (1944, номинация на Оскар). Второй сценарист Энтони Вейллер известен по сценариям фильмов нуар «Давайте жить» (1939), «Убийцы» (1946, номинация на Оскар) и «Чужестранец» (1946), а также по сценарию психологического фильма «Ночь игуаны» (1964), поставленного по пьесе Теннесси Уильямса.
Режиссёр фильма Гарри Хорнер как художник-постановщик был дважды удостоен премии Оскар за фильмы «Наследница» в 1949 году и «Мошенник» в 1961 году, а также был номинирован на Оскар за фильм «Загнанных лошадей пристреливают, не правда ли?» в 1969 году. Его наиболее заметными работами в качестве режиссёра стали фильмы нуар «Осторожней, моя милая» (1952), «Викки» (1953) и «Дикая вечеринка» (1956).
Актёр Питер Грейвс более всего знаменит своей многолетней игрой в телесериале «Миссия невыполнима» в 1967-73 и позднее в 1988-90 годах, которая принесла ему Золотой глобус в 1971 году и ещё две номинации на Золотой глобус, а также на Эмми. Он также известен главными ролями в фильмах нуар «Коварная река» (1951) и «Чёрный вторник» (1954), в военной драме «Отступи ночь» (1956), а также небольшими ролями в таких широко признанных фильмах, как «Ночь охотника» (1955) и «Лагерь для военнопленных № 17» (1953). Андреа Кинг сыграла свои наиболее значимые роли в фильме ужасов «Зверь с пятью пальцами» (1946), а также в фильмах нуар «Человек, которого я люблю» (1947) и «Звонить 1119» (1950).

## Оценка критики

Крис Кронин, Линда Кронин и адмирал Бейли в лаборатории

Журнал Variety написал, что, несмотря на название, всё действие фильма «Красная планета Марс» полностью происходит на Земле, без участия космических кораблей, космических лучей и космонавтов. Это фантастическая сказка, которая погружается в царство науки, политики, религии, международных отношений и коммунизма. Далее в рецензии отмечается, что, «несмотря на всю ту чушь, которую предлагает зрителю фильм, актёры играют убедительно».
В рецензии газеты «Нью-Йорк Таймс» отмечается, что «в эпоху ядерного оружия, фильмов категории В, Холодной войны и научной фантастики, такие явления как „Красная планета Марс“, вероятно, неизбежны. Но это погружение в пугающее синее нечто — которое, по странному стечению обстоятельств, не выходит за границы Калифорнии — переключается с псевдонаучного исследования с такой неожиданностью, что вводит в уныние даже самого преданного поклонника дешёвой фантастики. В середине этой сказки продюсеры посчитали уместным ввести призыв возврата к религии. Этот приём в данном случае, не оригинален и не убедителен, и только порождает массу пустой болтовни о том, что более ценно — научные исследования или вера». Фильм начинается с интригующего допущения, где семейная пара учёных создаёт передатчик, который позволяет установить связь с Марсом. Их жажда познания неизвестного, а также их техническое оснащение, выглядят интересно и правдоподобно. Однако после нескольких абсурдных обменов посланиями с Марсом и совершенно невероятных событий, которые под их влиянием начинают происходить на Земле, «следует странный кульминационный поворот сюжета, превращающий двух наших учёных в ещё более благородных героев, а злодея — в ещё более чёрного негодяя, но вряд ли такое развитие сюжета станет новым словом в киноискусстве». Питер Грейвс и Андреа Кинг в ролях «неукротимых учёных выглядят серьёзными и грамотными, хотя и слегка неискушёнными. Марвин Миллер создаёт стандартный образ руководящего советского чиновника, … а Герберт Бергхоф в роли нацистского изобретателя „водородной трубки“, который помешался на мести всемирного масштаба, кажется скорее нелепым, чем страшным. Если судить по объёму шампанского, который он выпивает согласно сценарию, мы бы не доверили ему даже газонокосилку».
Журнал Time Out назвал фильм «претендентом на звание самого идиотского научно-фантастического фильма всех времён и невероятным реликтом Холодной войны». Согласно сюжету, поступившее по телеканалу с Марса сообщение о том, что этой планетой управляет «богоподобное высшее существо, вызывает глобальную революцию на Земле. Но это только для затравки. Далее обнаруживается, что послания были фальшивками безумного учёного, задумавшего завалить капитализм. Но и это просто ещё один поворот сюжета. Далее следует ещё одна, на этот раз подлинная трансляция с Марса, провозглашающая, что их лидер и есть сам Бог, что порождает всемирное религиозное возрождение и всеобщую решимость жить в гармонии. Всё это из другой эпохи, а может быть, и с другой планеты».
Кинокритик Дэйв Кер в «Чикаго ридер» назвал фильм «поразительным артефактом Холодной войны», в котором «расшифрованные послания приносят откровение о том, что Марс является опорной базой межпланетного религиозного возрождения, и это приводит к немедленному прозрению безбожных русских. Гарри Хорнер поставил этот фильм по ошарашивающему сценарию Энтони Вейллера и Джона Л. Болдерстона».
Кинокритик Денис Шварц в 2001 году назвал фильм «одним из самых отвратительных научно-фантастических фильмов всех времён. Он предлагает глупый ответ Голливуда на Красную угрозу 1950-х годов, которая захлестнула страну после сенатских слушаний МакКарти, начавшего искать коммунистов под каждым постельным ковриком. Чтобы понять, насколько глуп этот фильм эпохи Холодной войны, попробуйте ответить на такой вопрос по поводу его сюжета: Можно ли себе представить, что марсиане будут посылать на Землю сигнал о том, что их лидер несёт слово божье?». Далее Шварц пишет, что «это один из тех по-настоящему плохих пропагандистских фильмов, которые не обладают никакой развлекательной ценностью, показывая, насколько параноидальной может быть эта страна (США) и как она может не раздумывая использовать религию для пропаганды материализма и христианства как высшего образа жизни по сравнению с коммунизмом. Это, возможно, самый странный и самый извращённый фильм о Красной угрозе всех времён. Он заканчивается водородным взрывом в лаборатории, в котором погибают двое американских учёных и один отвратительный экс-нацистский учёный, затем работавший на русских коммунистов… Фильм оставляет впечатление, что Марсом управляет сам Бог». Шварц заканчивает: «Это кино о Красной угрозе, сделанное для зомби с другой планеты, или охотников на ведьм, которые хотят найти оправдание необходимости своей грязной работы. Это классика в отрицательном смысле слова, его обязательно надо посмотреть всем тем, кто не может поверить, до какой степени плохой фильм может быть плохим».
Кинокритик Брюс Эдер на сайте Allmovie охарактеризовал фильм как «жутко увлекательный артефакт эпохи Красной угрозы и послевоенного бума научной фантастики, сводя эти элементы в сверхъестественную историю, которая тем более сюрреалистична, что сделана совершенно серьёзно». «Питер Грейвс и Андреа Кинг — особенно, Кинг — играют так, словно попали в какое-то современное моралите, а Герберт Бергхоф настолько переигрывает, что становится неловко за его профессию. И все же… в этом и кроется ценность фильма — его можно оценить по достоинству как неосознанное смехотворное действо в духе (фильмов) Эда Вуда», как его обычно и стали представлять впоследствии. Но его также можно рассматривать и как «глупое, но имевшее место выражение опасений своего времени, когда политика Армагеддона захлестнула самые отдалённые уголки срединной Америки». Он отлично смотрелся бы в паре с более либеральным антикоммунистическим фильмом «Вы услышите следующий голос…» (1950) студии «Эм-Джи-Эм» как его катастрофический право-консервативный эквивалент.